# Cserháthaláp
Cserháthaláp – wieś i gmina w północnej części Węgier, w pobliżu miasta Balassagyarmat. Miejscowość leży na obszarze Średniogórza Północnowęgierskiego, w pobliżu granicy ze Słowacją. Administracyjnie osada należy do powiatu Balassagyarmat, wchodzącego w skład komitatu Nógrád.
Gmina Cserháthaláp liczy 371 mieszkańców (2009) i zajmuje obszar 10,47 km².